# Wildenhain (Regis-Breitingen)
Wildenhain ist ein zum Ortsteil Ramsdorf gehöriger Ort der Stadt Regis-Breitingen im Landkreis Leipzig (Freistaat Sachsen). 

## Geografie
Wildenhain liegt an der Landesgrenze von Sachsen zu Thüringen zwischen Lucka im Altenburger Land im Westen und Regis-Breitingen im Osten. Östlich des Orts verläuft die Schnauder, dahinter liegt der Haselbacher See, der Wildenhain von Regis-Breitingen trennt. Wildenhain liegt im Mitteldeutschen Braunkohlerevier, aufgrund dessen der Ort zur Zeit des aktiven Braunkohleabbaus von mehreren Seiten von Tagebauen umgeben war. Heute sind diese Flächen renaturiert, nur im Norden ist der Tagebau Vereinigtes Schleenhain noch aktiv. 

## Geschichte
Wildenhain wurde 1448 erstmals urkundlich erwähnt. Ein Rittergut ist im Ort u. a. in den Jahren 1569, 1696 und 1716 genannt. Das heute vorhandene Herrenhaus entstand um 1880. Es wurde nach 1990 saniert. Frühere Besitzer waren u. a. die Familien von Bünau, Röhling, von Milkau, Hörnig, Joseph und von Bärenstein. 1891 wurde es durch Zacharias August Kamprad gekauft, dessen Familie es bis 1903 in Besitz hatte. Berühmter Urenkel Kamprads ist IKEA-Gründer Ingvar Kamprad. 1903 kaufte Otto Naumann das Rittergut Wildenhain, dessen Nachfahre Ernst Naumann das Gut bis zur Zwangsenteignung 1945 besaß.
Wildenhain gehörte wie seine Nachbarorte Hagenest und Nehmitz bis 1815 als Exklave zum hochstift-naumburg-zeitzischen Amt Zeitz, das seit 1561 unter kursächsischer Hoheit stand und zwischen 1656/57 und 1718 zum Sekundogenitur-Fürstentum Sachsen-Zeitz gehörte. Mit der Ernennung des Kurfürstentums Sachsen zum Königreich gehörte Wildenhain ab 1806 zum Königreich Sachsen. 1814 wurde das Naumburg-Zeitzer Stiftsgebiet als Teil des Königreichs Sachsen unter Generalgouverneur Nikolai Grigorjewitsch Repnin-Wolkonski aufgelöst. Nach der Niederlage Napoleons musste das mit ihm verbündete Königreich Sachsen nach dem Beschluss des Wiener Kongresses im Jahr 1815 einen großen Teil seines Gebietes, darunter das Amt Zeitz, an das Königreich Preußen abtreten. Die östlichen Exklavenorte, d. h. das Amt Breitingen mit Regis, Breitingen und Blumroda und die Zeitzer Amtsorte Nehmitz, Hagenest und Wildenhain verblieben bei Sachsen und wurden dem benachbarten Amt Borna angegliedert.
1856 kamen Dorf und Rittergut Wildenhain zum Gerichtsamt Borna und 1875 zur Amtshauptmannschaft Borna. Zu Beginn des 20. Jahrhunderts setzte um Wildenhain der Braunkohlebergbau ein. 1898 eröffnete im Nachbarort Ramsdorf ein Braunkohlewerk. Mitte des 20. Jahrhunderts wurden um Wildenhain mehrere Großtagebaue aufgeschlossen. Dies waren die Tagebaue Ruppersdorf (1944–1957) und Phönix-Ost (1940–1963) im Süden, der Tagebau Haselbach (1955–1977) im Osten und der Tagebau Schleenhain (1949–1994) im Norden. Letzterer wird seit 1994 als Tagebau Vereinigtes Schleenhain fortgesetzt. Durch die Renaturierung des Tagebaus Haselbach entstand östlich von Wildenhain der Haselbacher See.
Am 1. Oktober 1948 wurde Wildenhain nach Hagenest eingemeindet, mit dem es 1952 zum Kreis Borna im Bezirk Leipzig und am 1. August 1973 nach Ramsdorf kam. 
1990 gehörte Wildenhain als Teil der Gemeinde Ramsdorf wieder zum sächsischen Landkreis Borna, der 1994 im Landkreis Leipziger Land aufging. Mit der Eingemeindung von Ramsdorf nach Regis-Breitingen am 1. Januar 1999 wurde Ramsdorf mit Hagenest und Wildenhain ein Ortsteil der Stadt Regis-Breitingen.